# ギーマ

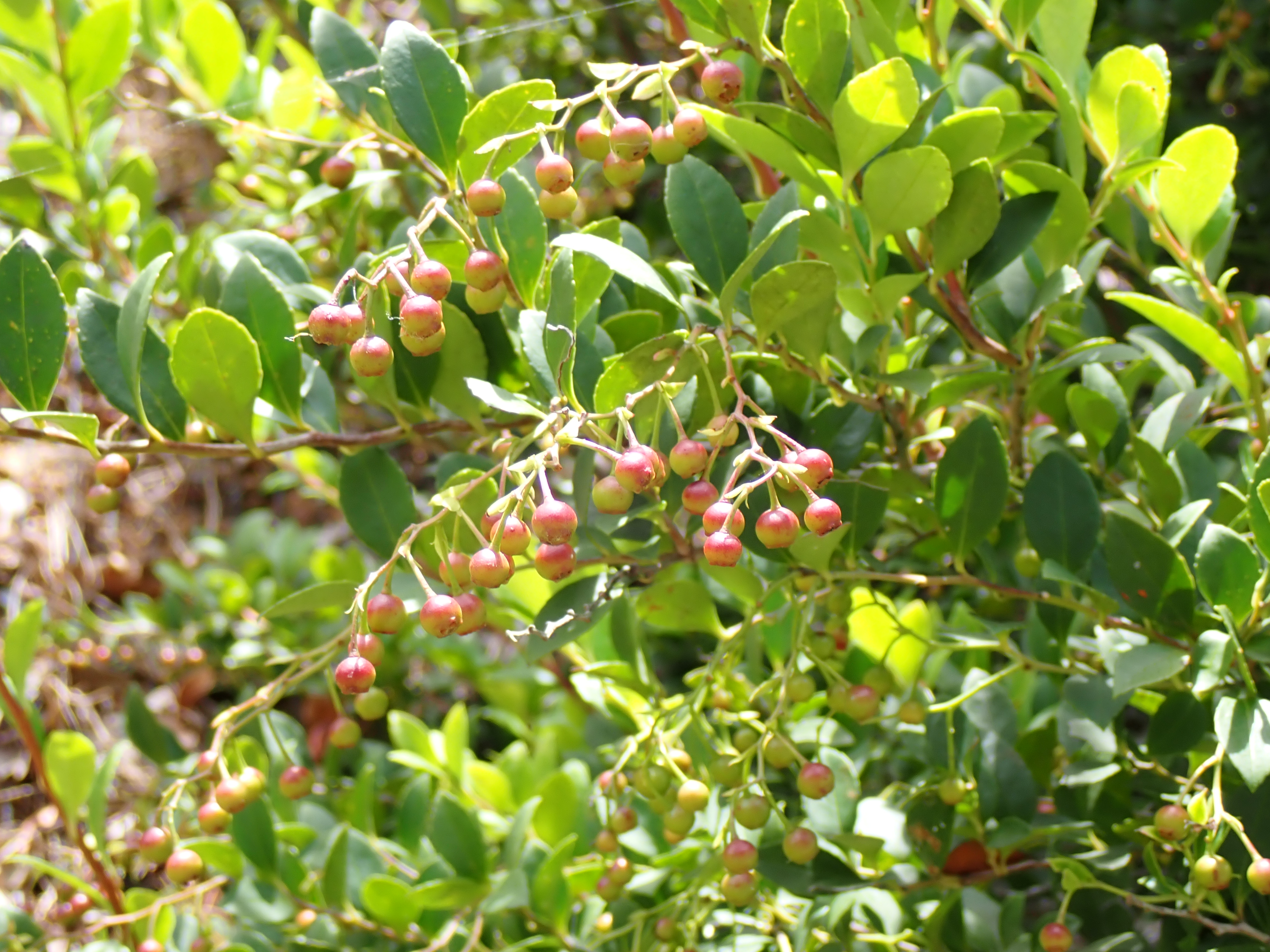
未成熟果実（2024年7月 沖縄県石垣市）

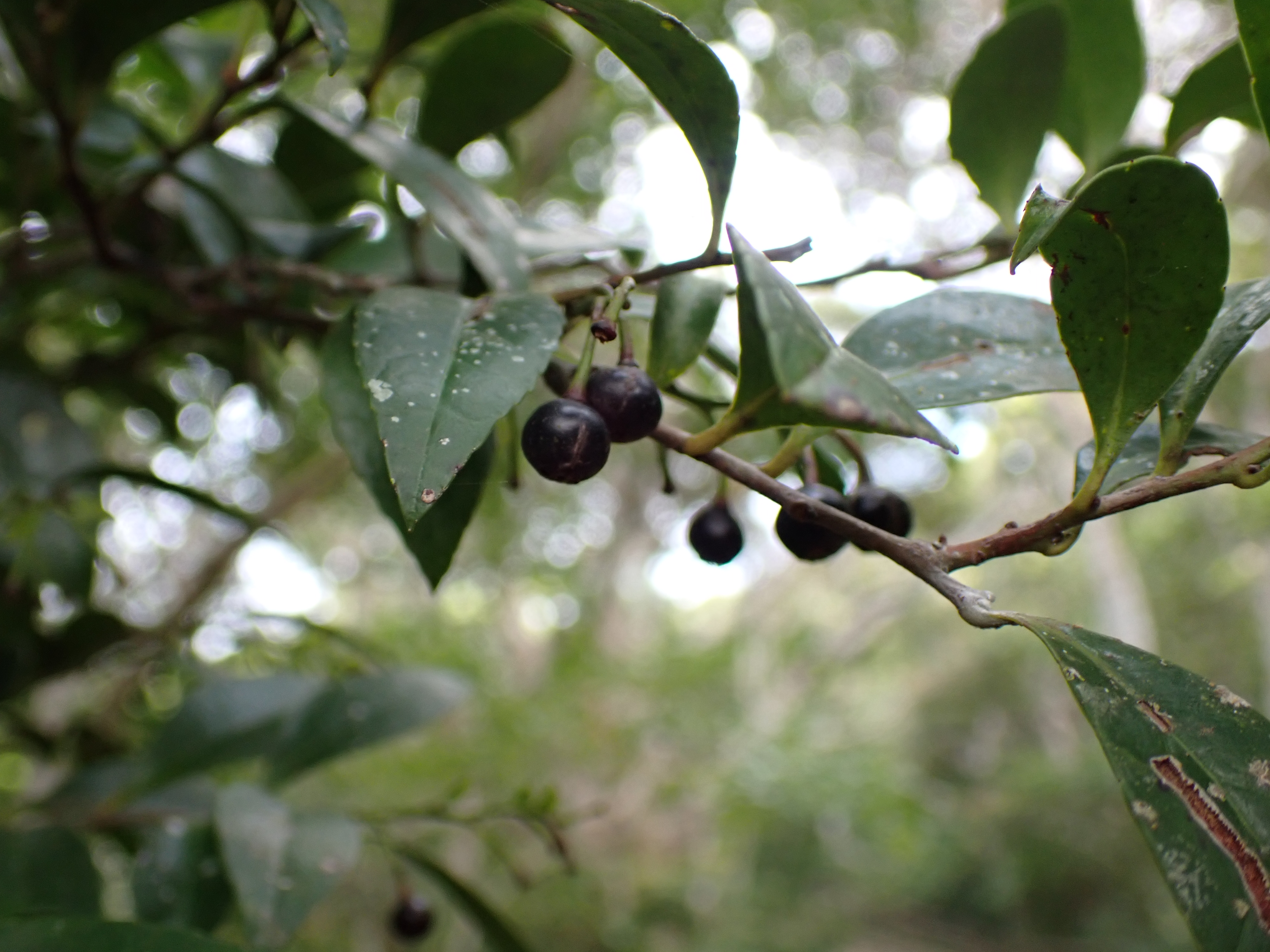
長い果柄をもつ果実（2025年1月 沖縄県石垣市 バンナ公園）

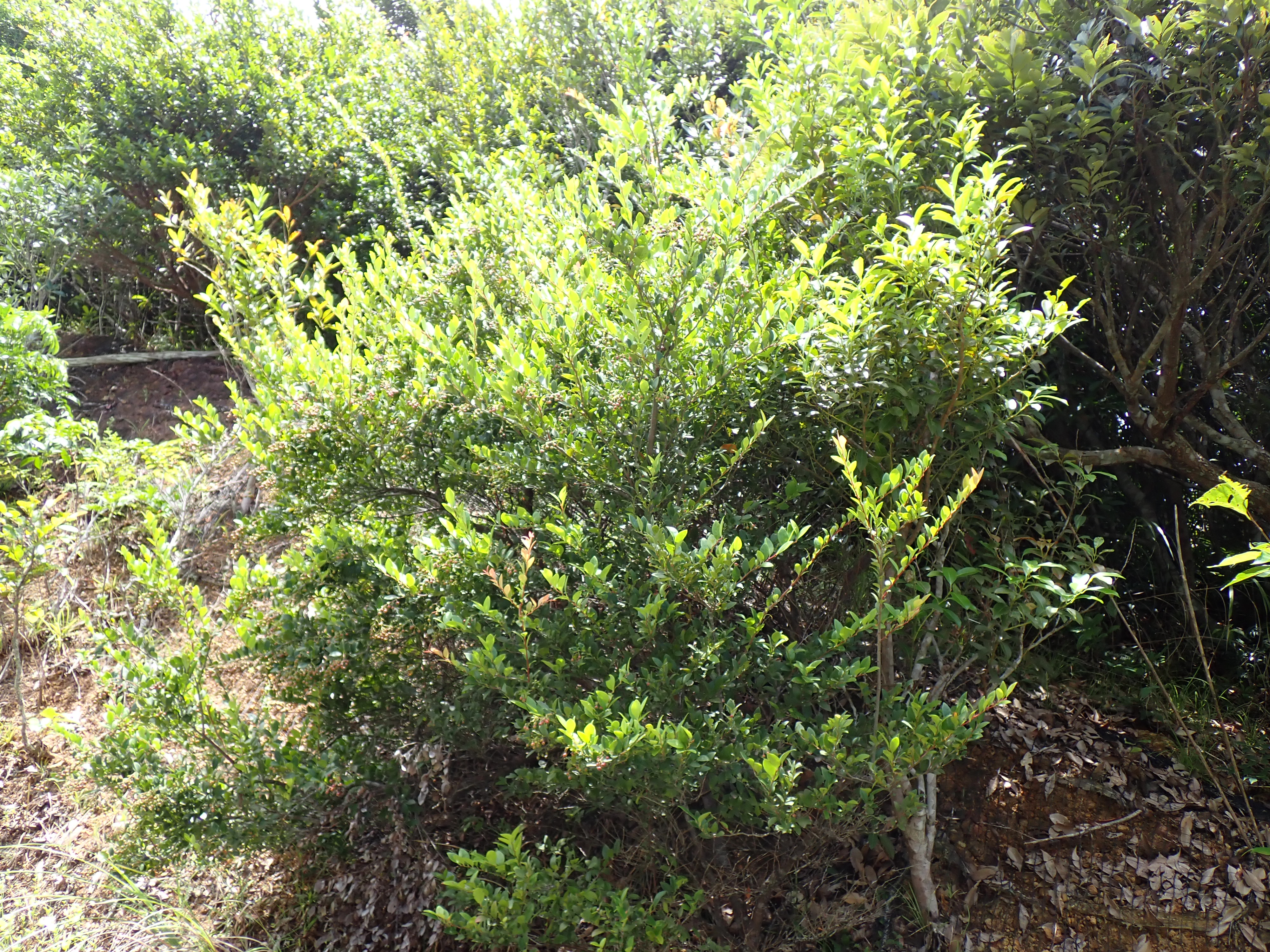
樹姿
（2024年7月 沖縄県石垣市）

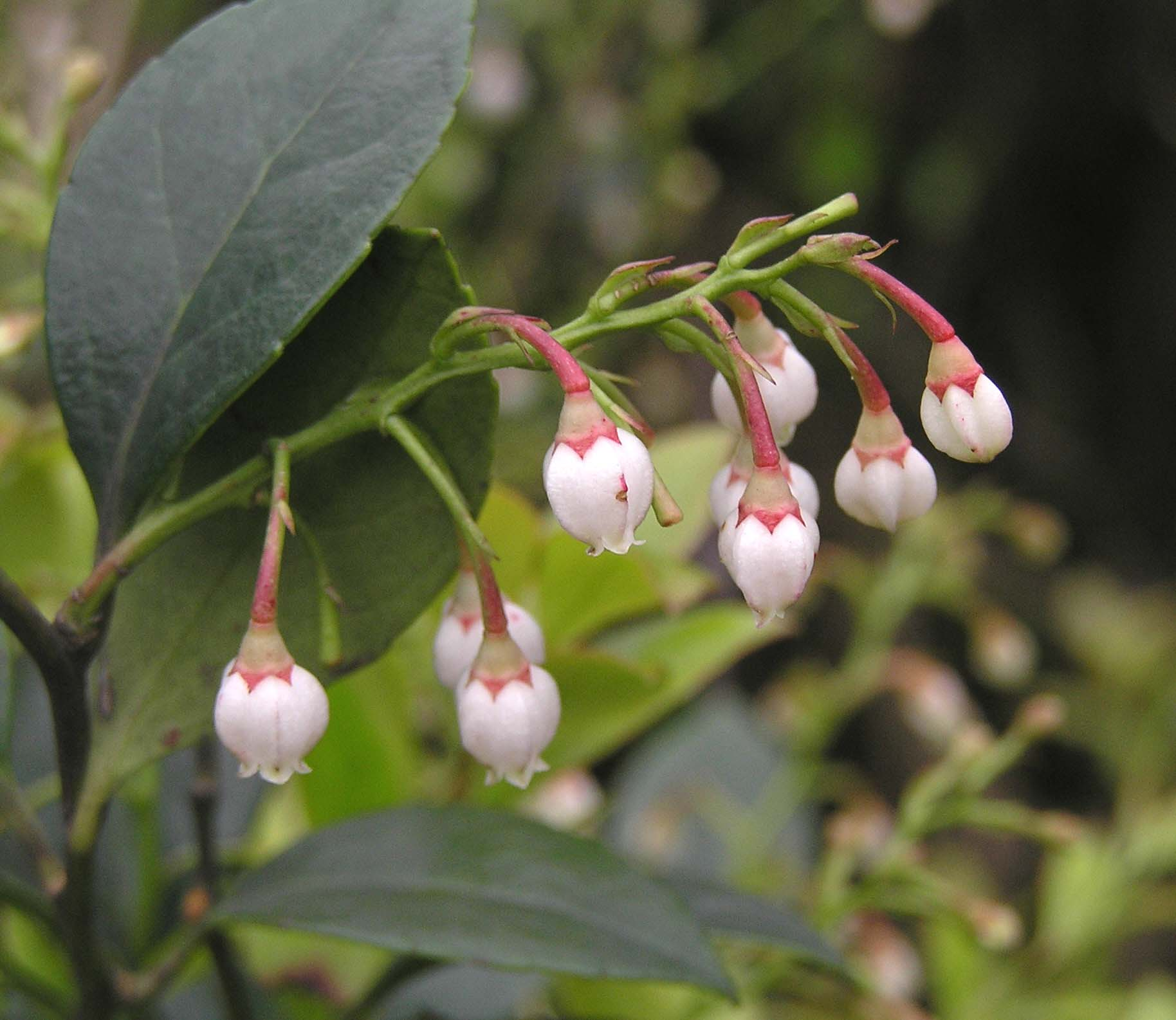
花
（ウィキメディア・コモンズより　　2011年7月 台北陽明山公園）

ギーマ（学名：Vaccinium wrightii）はツツジ科スノキ属の常緑低木〜小高木。
和名は琉球方言名に由来。別名：ヒメシャシャンボ、沖縄方言名：ギマ、ゲーマ、ウチギ。

## 特徴
高さ1–4m。葉は低い鋸歯縁で葉柄は1–4mm、互生する。葉先は普通尖るが、シャシャンボのようには伸びない。花は淡桃〜白色、スズランのような壺型で、長い花柄があり、横に伸びた花序から垂れ下がる。果実は径7mmの球形の液果で、秋〜冬に黒紫色に熟する。果柄はシャシャンボより長い。全体的にシャシャンボに似るが、葉も樹高も一回り小さく、葉先が伸びない点などで異なる。

## 分布と生育環境
奄美群島〜沖縄諸島、石垣島、小浜島、西表島、与那国島に普通だが、宮古諸島には産しない。国外では台湾にも分布する。非石灰岩地の林縁やマツ林内、乾いた尾根の低木林など。酸性土壌を好む。樹高1–2mの個体が多い。

## 利用
公園樹や庭木、盆栽用。果実は甘酸っぱく、シャシャンボと同様に食用となる。